# Svanavattnet (Frostvikens socken, Jämtland)
Svanavattnet är en sjö i Strömsunds kommun i Jämtland och ingår i Ångermanälvens huvudavrinningsområde. Sjön har en area på 0,565 kvadratkilometer och ligger 511,2 meter över havet. Svanavattnet ligger i Frostvikenfjällen Natura 2000-område.

## Delavrinningsområde
Svanavattnet ingår i det delavrinningsområde (715704-146062) som SMHI kallar för Utloppet av Svanavattnet. Medelhöjden är 579 meter över havet och ytan är 6,22 kvadratkilometer. Det finns inga avrinningsområden uppströms utan avrinningsområdet är högsta punkten. Vattendraget som avvattnar avrinningsområdet har biflödesordning 4, vilket innebär att vattnet flödar genom totalt 4 vattendrag innan det når havet efter 277 kilometer. Avrinningsområdet består mestadels av skog (84 procent). Avrinningsområdet har 0,61 kvadratkilometer vattenytor vilket ger det en sjöprocent på 9,7 procent.